# Траин II
Траин II е герой от романа на Дж.Р.Р.Толкин – „Хобит“.
Траин II е джудже от рода на кралете на Дурин и е роден през 2644 година от третата епоха на Средната земя. Баща е на Торин II Дъбощит, Фрерин и Дис. През 2770 година напуска Самотната планина, заради дракона Смог, който превзема кралството на баща му Под планината. Успява да избяга с баща си Трор през тайния проход. Всички оцелели джуджета са прогонени в изгнание. Трор дава на сина си картата и ключа за планината, и своя пръстен-последния от седемте джуджешки пръстена.
Подир време Трор влиза в кралството Мория, (наричано още Джуджетвор или Хазад-Дум) за да си го възвърне. Неговия спътник Нар го предупреждава да внимава, но Трор не го слуша. Един ден Нар открива тялото на Трор, ала главата е откъсната и лежи с лицето надолу. Той вдига главата. Един гоблин на име Азог открива Нар и му казва:
“Ако просяците не чакат на вратата, ами се промъкват вътре да крадат, ей това им правим. Ако някой от народа ти пак се опита да навре гнусната си брада тук, ще си плати по същия начин. Иди и им го кажи! Пък ако семейството му желае да знае кой сега е кралят тук – името го пише на лицето му. Аз го написах! Аз го убих! Аз съм господарят!“
Азог му хвърля няколко монети и казва на Нар да пусне главата и да се маха. Нар тръгва от Мория и разказва на Траин за смъртта на Трор и за гоблина Азог. Синът на Трор заплаква горчиво. След 3 години започва битка между джуджетата и гоблините, известна като „Битката на Азанулбизар“, в която Траин се опитва да си върне Мория. Първата атака предвожана от Траин е отблъсната със загуба и той е изтласкан в лес с високи дървета. Там умира синът му Фрерин и братовчедът на Траин – Фундин. Мнозина джуджета намират смъртта си там. И въпреки многото загинали джуджета, гоблините са победени и Мория е освободена. Траин е ранен по окото и куца от рана на крака си. Синът му Торин II също е ранен. Джуджетата се страхуват да останат и да заживеят в Мория, защото се съмняват, че злото още може да се крие вътре.
След битката Траин и най-големият му син Торин с останалите си следовници се завръщат в страната Дун.Скоро след това се преместват и скитат из Ериадор.През 2802 година изграждат свой дом и се установяват в южната част на Еред Луин.39 години след това Траин отива да посети Еребор и започва странстването си, но е преследван от група гоблини на Саурон.През 2845 година е заловен и е заключен в Дол Гулдур. Саурон му взима пръстена. Идва вълшебникът Гандалф и взима от Траин картата и ключа за планината. Вълшебникът не успява да спаси Траин II, който умира през 2850 година.